# 新基亞胡萊
新基亚胡莱（羅馬化：Novyy Kyakhulay）是俄罗斯达吉斯坦共和国的市级镇，属共和国辖市马哈奇卡拉市列宁区，位于塔尔基套山东侧，为马哈奇卡拉市东南部一部分。
该地2021年人口有10,488人；2010年人口9,875人；2002年人口6,983人。